# Бруно Ганц
Бруно Ганц (Цирих, 22. март 1941 — Веденсвил, 16. фебруар 2019) био је швајцарски глумац. Спадао је међу најистакнутије глумце с немачког говорног подручја, а интернационалну славу стекао је улогом анђела у чувеном Небу над Берлином (Der Himmel über Berlin, 1987) Вима Вендерса, као и насловном ролом у филму Хитлер, последњи дани (Der Untergang, 2004) Оливера Хиршбигела. Пред камерама је дебитовао 1960. године и у дугој и плодној каријери остварио више од 120 улога на филму и телевизији.